# Maple Creek (Saskatchewan)
Maple Creek (offiziell Town of Maple Creek) ist eine Gemeinde im Südwesten der kanadischen Provinz Saskatchewan. Die Gemeinde ist eine „urban municipality“ mit dem Status einer Kleinstadt (englisch Town) und verfügt, wie alle „urban municipalities“ in der Provinz, über eine eigenständige Verwaltung.
Maple Creek ist ein Einkaufs-, Dienstleistungs- sowie Verwaltungszentrum für die umliegende Region. Außerdem ist Maple Creek einer der Ausgangspunkte zu den in Saskatchewan gelegenen Anteilen des Cypress Hills Interprovincial Park („West Block“ und „Centre Block“).

## Lage
Die Kleinstadt liegt nördlich der Cypress Hills, in den nördlichen Ausläufern des Palliser-Dreiecks und ist umgeben von der Rural Municipality of Maple Creek No. 111, welche im Westen an die benachbarte Provinz Alberta angrenzt. Maple Creek liegt etwa 130 Kilometer westlich von Swift Current und wird von dem in Nord-Süd-Richtung verlaufenden Highway 21, etwa 10 Kilometer südlich dessen Kreuzung mit dem Trans-Canada Highway, durchquert. Die Kleinstadt wird zusätzlich in Ost-West-Richtung von einer transkontinentalen Eisenbahnstrecke der Canadian Pacific Railway durchquert. Im südlichen Gemeindegebiet liegt der lokale Flugplatz. Dessen längere der beiden Start- und Landebahnen ist asphaltiert und hat eine Länge von 938 Metern.

## Geschichte
Ursprünglich Siedlungs- und Jagdgebiet verschiedener Völker der First Nations, begann der europäisch geprägte Teil der Geschichte der Region im Jahr 1873 mit dem Cypress-Hills-Massaker durch US-amerikanische Wolfsjäger an einer Gruppe der Assiniboine. Diesem Massaker folgte dann 1875 die Errichtung des nahegelegenen Fort Walsh durch die North-West Mounted Police (NWMP). 1882 erreichten Bautrupps der Eisenbahn die Region und überwinterten auf dem Gebiet der heutigen Gemeinde. Als im folgenden Jahr Fort Walsh geschlossen wurde und hier in Maple Creek ein neuer Stützpunkt der NWMP errichtet wurde, entstand damit auch die heutige Gemeinde. In der Gemeinde wurde bereits im Jahr 1883 ein „Post Office“ eröffnet. 1903 war die Siedlung dann soweit angewachsen, das die Gemeinde den Status einer Kleinstadt erhielt (Incorporated as a town).

## Demografie
Die Gemeinde wird für den Zensus zur Saskatchewan Census Division No. 12 gerechnet. Der Zensus im Jahr 2016 ergab für die Stadt selber eine Bevölkerungszahl von 2084 Einwohnern, nachdem der Zensus im Jahr 2011 für die Gemeinde noch eine Bevölkerungszahl von 2176 Einwohnern ergeben hatte. Die Bevölkerung hat damit im Vergleich zum letzten Zensus im Jahr 2011 entgegen dem Trend in der Provinz deutlich um 4,2 % abgenommen, während der Provinzdurchschnitt bei einer Bevölkerungszunahme von 6,3 % lag. Bereits im Zensuszeitraum von 2006 bis 2011 hatte die Einwohnerzahl in der Gemeinde entgegen dem Provinzdurchschnitt leicht um 1,0 % abgenommen, während die Gesamtbevölkerung in der Provinz um 6,7 % zunahm.

## Söhne und Töchter der Stadt
- Barry Dean (* 1955), Eishockeyspieler
- Zack Smith (* 1988), Eishockeyspieler